# 舍克斯纳区
舍克斯纳区（俄语：Шекснинский район）是俄罗斯联邦沃洛格达州下辖的一个区，其行政中心为舍克斯纳。据2016年统计，该区的人口为33273人。